# 87-es busz (Budapest)
A budapesti 87-es jelzésű autóbusz a Kelenföld vasútállomás és a Mechanikai Művek között közlekedik. A járatot a Budapesti Közlekedési Zrt. üzemelteti. A járatra felszállni csak az első ajtón lehet, ahol a járművezető ellenőrzi az utazási jogosultság meglétét.

## Története
1957 októberében még a 40A jelzésű buszjárat közlekedett a mai 87-eshez hasonló útvonalon, a Móricz Zsigmond körtértől a Budaörsi repülőtérig. 1957. december 30-án a B jelzést kapta, majd 1961. augusztus 21-én ez 45-ösre módosult. A repülőtérig 45A jelzésű betétjárat is közlekedett. A 40A és a B a Móricz Zsigmond körtértől, a 45-ös és a 45A pedig a Kosztolányi Dezső tértől közlekedett. 1964. június 22-én jelzése 87-esre módosult. 1970. január 5-én meghosszabbították a Mechanikai Művekig, illetve betétjáratokat is kapott, Kamaraerdőig 87A, a Repülőtérig pedig 87B jelzéssel.
2007. szeptember 3-án létrejött a 187-es busz, ami az újonnan épült Kőérberek tóvárost szolgálja ki.
2009. június 2-án elsőként vezették be itt az első ajtós felszállási rendet (a 141-es, a 141A és a 187-es járatokkal együtt).
2014. március 29-étől a járat csak Kelenföld vasútállomásig közlekedik, egyúttal a 87A járat megszűnt, helyette a csonkamenetek 87-es jelzéssel közlekednek.
2022. július 2-ától a kamaraerdei csonkamenetek ismét a 87A jelzést viselik, szintén a Kelenföld vasútállomásig rövidített útvonalon. A 87-es viszonylaton ugyanekkor részleges Telebusz-rendszert vezettek be, a hajnali, illetve az esti indulások csak igény esetén közlekednek a Mechanikai Művek és a Kamaraerdő megállóhelyek közötti szakaszon.

## Útvonala
| Mechanikai Művek felé |
| Kelenföld vasútállomás M vá. – Koszorúslány utca – aluljáró – Budaörsi út – Kőérberki út – Repülőtéri út – aluljáró – Vasút utca – Kamaraerdei út – Dózsa György út – Mechanikai Művek vá.                                  |
| Kelenföld vasútállomás felé |
| Mechanikai Művek vá. – Dózsa György út – Kamaraerdei út – Vasút utca – aluljáró – Repülőtéri út – Kőérberki út – aluljáró – Budaörsi út – Lapu utca – autópálya-bevezető – Koszorúslány utca – Kelenföld vasútállomás M vá. |

## Megállóhelyei
Az átszállási kapcsolatok között az azonos útvonalon, de csak Kelenföld és Kamaraerdő között közlekedő 87A busz nincs feltüntetve.
| 0                                                                               | Kelenföld vasútállomás M végállomás | 18 | 1, 19, 49 8E, 40, 40B, 40E, 53, 58, 88, 88A, 101B, 101E, 108E, 141, 150, 150B, 153, 154, 172, 173, 187, 188, 188E, 250, 250B, 251, 251A, 251E, 272 689, 691, 710, 712, 715, 720, 722, 724, 725, 727, 731, 732, 734, 735, 736, 760, 762, 763, 764, 767, 770, 774, 775, 778, 779, 798, 799 S10 G10 S12 S30 G30 Z30 S34 S35 S36 S40 G40 Z40 S42 Z42 G43 G44 IC, EC, EN, sebesvonat, gyorsvonat, expresszvonat, |
| 2                                                                               | Sasadi út                           | 17 | 8E, 40, 40B, 40E, 53, 88, 88A, 108E, 139, 140, 140A, 150, 150B, 153, 154, 172, 173, 187, 188, 188E, 240, 272 731, 764 1172, 1173, 1174, 1175, 1176, 1177, 1183, 1184, 1185, 1188, 1189, 1190, 1193, 1194, 1201, 1205, 1212, 1215, 1216, 1229, 1251, 1253, 1254, 1257, 1268 |
| 4                                                                               | Nagyszeben út                       | ∫  | 8E, 88, 88A, 108E, 139, 140, 140A, 153, 154 |
| ∫                                                                               | Jégvirág utca                       | 15 | 8E, 88, 88A, 108E, 139, 140, 140A, 153, 154 |
| 5                                                                               | Gazdagréti út                       | 14 | 8E, 40, 40B, 88, 88A, 108E, 139, 140, 140A, 153, 154, 188, 240 |
| 6                                                                               | Poprádi út                          | 13 | 88, 88A, 140, 140A |
| 7                                                                               | Keserűvíz-forrás                    | 12 | |
| 8                                                                               | Örsöddűlő                           | 11 | |
| 9                                                                               | Vitorlázó út                        | 10 | |
| 10                                                                              | Budaörsi repülőtér                  | 9  | 187 756 |
| 11                                                                              | Repülőgépes Szolgálat               | 8  | 187, 287, 288 756 |
| 12                                                                              | Vasút utca                          | 7  | 187, 287 |
| 13                                                                              | Kamaraerdei út 11.                  | 6  | 187, 287 |
| 14                                                                              | Kamaraerdei Ifjúsági Park           | 5  | 187, 287 41 |
| 15                                                                              | Idősek Otthona                      | 4  | 187, 287 |
| 16                                                                              | Kamaraerdő vonalközi végállomás     | 4  | 187, 287, 288 |
| Ezen a szakaszon 6 óra előtt, valamint 19:30 után csak igény esetén közlekedik. |                                     |    | |
| 17                                                                              | Szép utca                           | 3  | 287 |
| 18                                                                              | Dűlő út                             | 2  | 287 |
| 19                                                                              | Dózsa György út / Kamaraerdei út    | 1  | |
| 20                                                                              | Mechanikai Művek végállomás         | 0  | |